# 第1女王龍騎兵衛隊
第1女王龍騎兵衛隊(QDG)是英國陸軍的騎兵團。綽號威爾斯騎兵，騎兵團從整個威爾斯與英格蘭的車士打郡、禧福郡和史樂郡等邊境郡招募新兵，是一支高級騎兵團，因此亦是一支英軍的高級線列兵團。該團是皇家裝甲軍團的一員，並與皇家義勇騎兵團連繫在一起。

## 歷史
現時的騎兵團組建於1959年，合併了第1國王龍騎兵衛隊和第2龍騎兵衛隊(女王的棗色馬)。
- 第1國王龍騎兵衛隊於1685年由約翰·拉尼爾爵士（英语：John Lanier）或第2女王騎馬步兵團(2nd Queen's Regiment of Horse)為回應蒙茅斯叛亂而建立
- 第2龍騎兵衛隊(女王的棗色馬)同樣作為回應蒙茅斯叛亂而於1685年由彼德堡伯爵, 亨利·莫當特（英语：Henry Mordaunt, 2nd Earl of Peterborough）或第3騎馬步兵團(3rd Regiment of Horse)建立

該團的歷史，大部分時間都駐紮在德國。在1966年和1967年亞丁危機期間，QDG的騎兵中隊分散部署在整個中東地區。 大概在1970年代最有名的騎兵成員是馬克·菲臘斯上尉，安妮長公主的首任丈夫:他們於1973年結婚。 1983年QDG部署到黎巴嫩支援盟軍多國部隊，1990年被派往中東參加波斯灣戰爭，1996年在南斯拉夫內戰期間部署到波士尼亞作為北約維持和平部隊的一員。
2003年入侵伊拉克期間，QDG在伊拉克提供了不可或缺的偵察和輕裝甲支援，使第3突擊旅能向巴士拉北部推進。 2005年從伊拉克返國時，第3突擊旅的羅斯準將(Brigadier Rose)向該團贈送了突擊隊匕首，以表彰'C'中隊與皇家海軍陸戰隊在解放伊拉克期間的緊密關係。值得注意的是，'C'中隊在這次行動中與敵人持續接觸的時間最長，花費了20天左右。2006年QDG在特里克行動中再次部署到伊拉克，並監督穆薩納省成功移交伊拉克控制。
2007年底QDG離開德國奧斯納布克，並移到森讷拉格的鄧普西兵營(Dempsey Barracks)，在那裡他們進行了訓練，
並準備作為第3突擊隊旅兵力的一部分，在阿富汗展開為期六個月的部署。他們在赫爾曼德省執行了各種前線任務。QDG是第一個設立的偵察兵團去部署到赫爾曼德省，作為情報、監視和目標獲取小組(ISTAR Gp)，在2011 年赫里克行動15中執行任務。存在於ISTAR Gp的部隊有HQ中隊、'C'中隊、女王皇家輕騎兵團 'D'中隊、情報連、第5砲兵團 'K'砲兵連和第11 UAV砲兵連與'B'中隊組成，QDG與情報、監視和目標獲取小組(ISTAR Gp)最初脫離了丹麥皇家陸軍戰鬥群獨自行動，但在部署役期接近尾聲時部隊加入了丹麥戰鬥群。
2009年7月31日，第1女王龍騎兵衛隊榮譽上校威爾斯親王查理斯親臨出席該團在卡迪夫城堡舉行成軍五十周年紀念的慶典，並在卡迪夫市的街道上舉行了閱兵式遊行。QDG得到了卡迪夫市民的熱烈反應。同年，還被史雲斯授予榮譽禮物城市鑰匙。

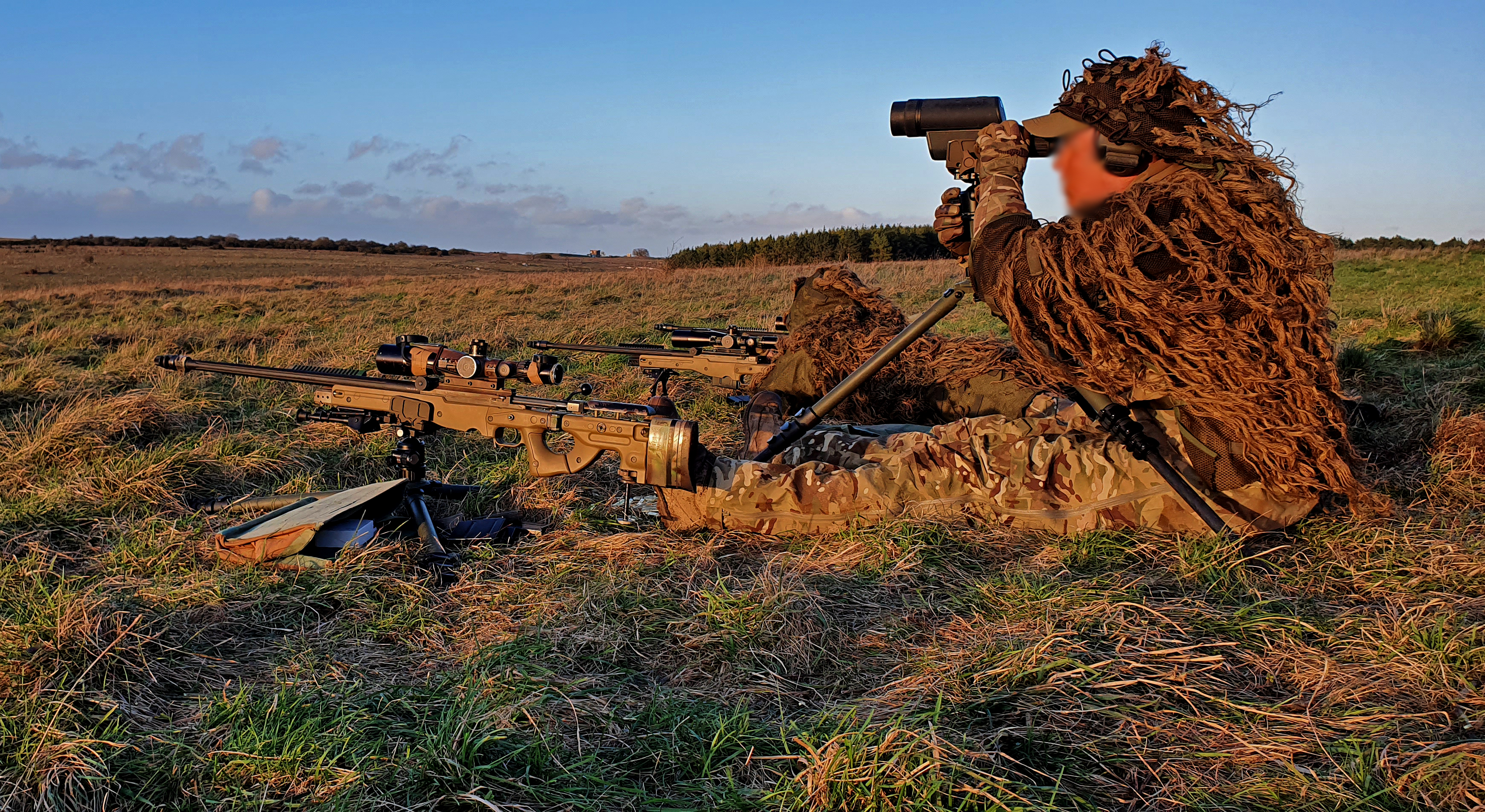
狙擊手在訓練。

2012年，QDG被徵召為倫敦奧運會提供保安工作，QDG的混成騎兵中隊專注於支援沙灘排球場地和確保選手村的安全。 同年5月，軍方知情人士猜測該部隊將成為國防預算削減的犧牲品。由於它是歷史上僅有的三個與威爾斯有聯繫的兵團之一，也是從威爾斯地區招募大部分新兵的兵團之一，威爾斯公眾對保留QDG作出很大的支持。然而，其後國防部官方發言人告知，並沒有制定裁撤QDG的計劃。
作為陸軍2020改革計劃下的一部分，大多數駐德國部隊返回英國，QDG於2015年6月返國後遷至現今的屯駐地諾福克郡史雲頓·莫利的羅拔臣兵營。 QDG使用胡狼裝甲車重新擔負輕騎兵的角色。
2014年，第1女王龍騎兵衛隊被部署到赫爾曼德省，在赫里克行動20中展開最後一次英軍在阿富汗的戰鬥部署。重點主要是保護和移交稜堡野戰營地，'C'中隊組成了旅部偵察部隊， 而QDG其餘成員與阿富汗軍隊合作，促進後者的能力提升和專業精神。
2018年，QDG兩次到波蘭進行了輪值，在卡布里行動為北約提供了增強前沿兵力存在的作用，以保護和保證北約中北歐成員國對其歐洲東部側翼的安全。

## 軍事行動中的角色

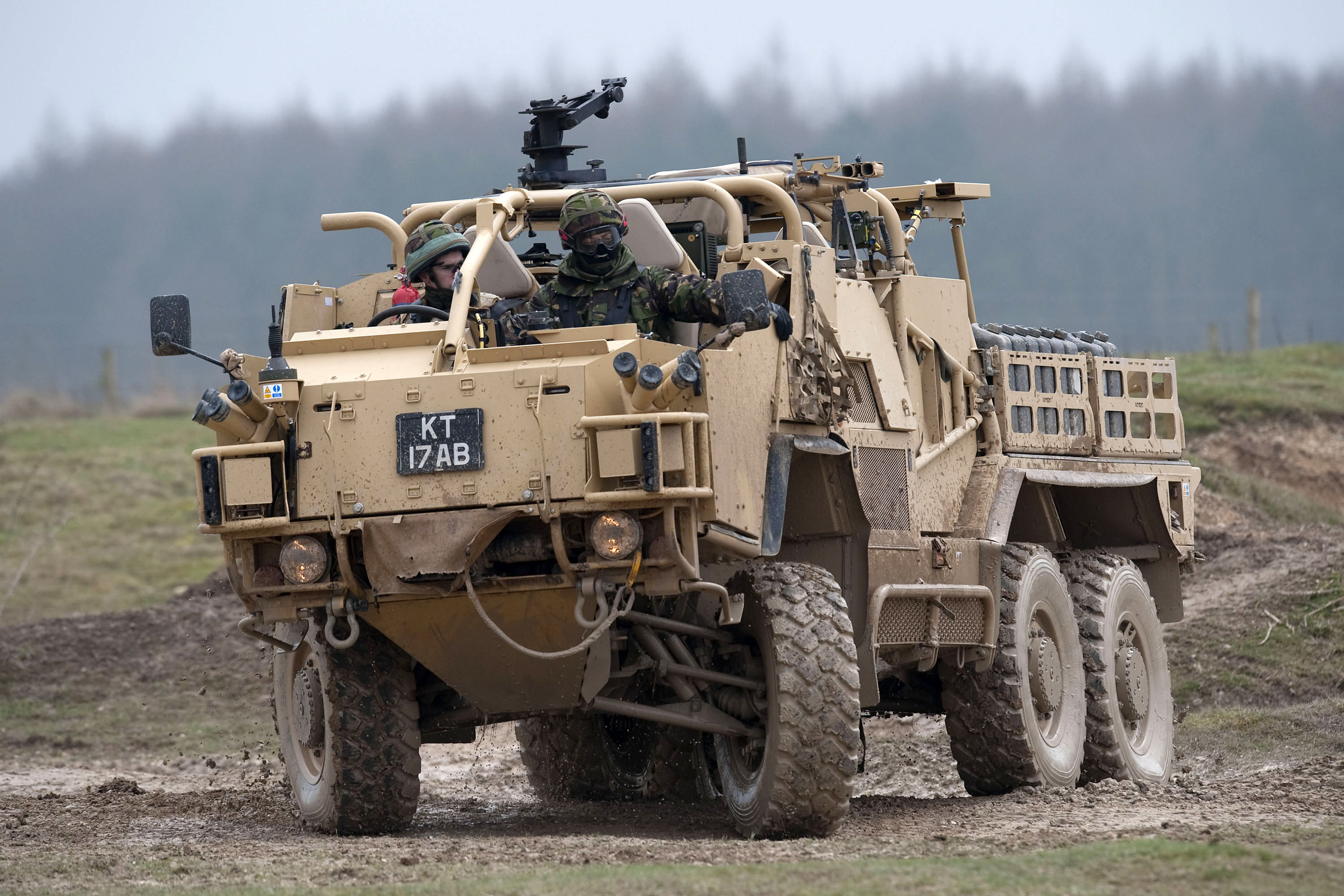
第1女王龍騎兵衛隊成員正在接受操作郊狼戰術支援車輛(Coyote Tactical Support Vehicles)的訓練

第1女王龍騎兵衛隊的兵種任務為輕騎兵，裝備了胡狼2裝甲車。

## 騎兵團博物館
第1女王龍騎兵衛隊的藏品存放在卡迪夫城堡的威爾斯軍人博物館。

## 制服、帽徽和步操
1896年，奧匈帝國皇帝法蘭茲·約瑟夫一世被任命為第1國王龍騎兵衛隊的榮譽上校，部隊並允許佩戴奧匈帝國軍徽，該軍徽至今仍用作QDG的帽徽; 而衣領徽章則是女王的棗色馬徽章(Queen’s Bays)。該團還引入採用奧地利軍樂拉德茨基進行曲作為快步樂曲。目前QDG步操軍樂是拉德茨基進行曲與惱怒的巴克爾(Rusty Buckles)，後者是第2龍騎兵衛隊(女王的棗色馬)的步操軍樂。制服其他細目承接自第1與第2龍騎兵衛隊的雙重傳統: 因此，QDG佩戴第1國王龍騎兵衛隊(KDG)的軍帽(深藍色天鵝絨條帶和滾邊)，褲子有女王的棗色馬(Queen’s Bays)獨特的寬白色條紋。
第1女王龍騎兵衛隊的將士在一些特殊儀式場合上仍然穿著全套制服:  制服以第1國王龍騎兵衛隊(KDG)的軍服上衣(猩紅與藍色天鵝絨面層)與女王的棗色馬(Queen’s Bays)的白色條紋緊身軍褲搭配在一起。而且還穿戴KDG的紅羽飾黃銅騎兵頭盔，以及皮製彈藥盒腰帶和其他裝備。

## 戰役榮譽
- 戰役榮譽承接自第1國王龍騎兵衛隊（英语：1st King's Dragoon Guards）與第2龍騎兵衛隊(女王的棗色馬)（英语：2nd Dragoon Guards (Queen's Bays)）加上:
- 波斯灣戰爭的1991年巴廷乾谷戰役（英语：Battle of Wadi Al-Batin）[19]

## 外部連結
- Official site （页面存档备份，存于）
- QDG Regimental Comrades Association （页面存档备份，存于）
- 1st The Queen's Dragoon Guards – National Army Museum
- British Army Locations from 1945 （页面存档备份，存于）